# 柴樸
柴樸（?—?），甘肅省蘭州府皋蘭縣人，清朝政治人物、進士出身。
光緒二十年（1894年），参加光緒甲午科殿試，登進士二甲104名。同年五月，著交吏部掣签分发各省，以知县即用。
先就任凤阳县知县，后调任辽宁锦州知府。

## 家庭
- 子：柴畅霖、柴春霖
- 女：柴峰